# Almuzafar I de Badajoz
Maomé Almuzafar (Muhammad al-Muzaffar, também conhecido como Modafar I, de seu nome completo Abacar Maomé ibne Abedalá Almuzafar (Abu Bakr Muhammad ibn Abdallah al-Muzaffar; c. 1005 — 30 de outubro de 1068) foi rei da Taifa de Badajoz desde 1045 até à sua morte em 1068, sucedendo ao seu pai Abedalá ibne Alaftas, que em 1022 fundou a dinastia aftácida.
Membro da tribo berbere dos Mequenassas, Muhammad era um homem muito culto e refinado, cujo reinado foi marcado por constantes guerras contra os seus vizinhos e rivais muçulmanos e pela perda de território do reino para Leão e Castela.
Maomé Almuzafar foi um homem muito culto, com forte sensibilidade poética, admirador de Almutanabi e Almari. Juntamente com o seu secretário Saíde ibne Jaira, compôs uma enciclopédia com 50 volumes (alguns autores falam em 100 volumes), intitulada Kitab al-Muzaffari, a qual tratava de todas as ciências da literatura, especialmente a gramática, língua, poesia, as fontes da história e um vasto repertório de notícias curiosas. Também lhe é atribuída uma história dos Banu Aftas, que se perdeu e só se conhece por breves referências.

## Biografia

### Durante o reinado do pai
Durante o reinado do seu pai, participou ativamente nas campanhas militares das guerras com a Taifa de Sevilha, tendo comandado o exército que Abedalá enviou em 1030 para a defesa de Beja, tomada nesse mesmo ano. Maomé Almuzafar seria derrotado e feito prisioneiro no assalto seguinte a Beja liderado por Abulcacim e Maomé I de Carmona. Ao ser libertado, regressou a Badajoz, ignorando o conselho de Maomé I que passasse por Sevilha para  cumprimentar reverentemente Abulcacim.

### Ascensão ao trono e guerras com Sevilha e Niebla
Em 1045, quando seu pai morreu, Maomé herdou um reino que incluía, além de grande parte da atual Estremadura espanhola, as terras que iam desde o rio Douro a norte, até ao sul de Évora, incluindo Coimbra, Santarém e Lisboa. Tomou imediatamente os títulos honoríficos de Almuzafar ("o vitorioso") e Ceife Adaulá ("espada do Estado"). Logo no início do reinado, entrou em guerra com Almutadide, que tinha acabado de anexar a Taifa de Mértola e estava empenhado em conquistar a Taifa de Niebla. Em 1050, ibne Iáia, o monarca de Niebla pediu ajuda a Almuzafar contra os Abádidas sevilhanos. Maomé Almuzafar dirigiu-se então para Niebla à frente de um exército, intensificando desta forma a guerra com o reino sevilhano. Abu Amir Abade aproveitou a ausência do exército de Badajoz em Niebla para atacar terras aftácidas. Posteriormente houve um confronto direto entre os exércitos aliados de Niebla e Badajoz e as forças abádidas junto às muralhas de Niebla. Embora no princípio da batalha os sevilhanos tivessem marcado a sua superioridade, Almuzafar conseguiu reagrupar as suas tropas e acabou por vencer. A seguir a esta vitória, as tropas aliadas entraram no reino de Sevilha e assolaram e destruíram tudo quanto encontraram no caminho.
Contudo, pouco depois ibne Iáia aliou-se com o seu antigo inimigo, o que provocou a ira de Almuzafar, que invadiu Niebla por ocidente e apossou-se do dinheiro que ibne Iáia lhe tinha  prometido. Abu Amir Abade enviou os seus esquadrões de cavalaria para defesa da praça, os quais numa primeira fase foram rechaçados pelas tropas de Badajoz, mas no início de 1051 venceram os aftácidas, causando elevadas baixas. Seguidamente, as tropas sevilhanas empreenderam uma terrível razia sobre as terras de Badajoz, o que levou Almuzafar a pedir ajuda a Ixaque I de Carmona, inimigo acérrimo dos abádidas, para evitar a perda de Évora. Ixaque enviou uma força de cavalaria comandada pelo seu filho Alize que se juntou às tropas de Almuzafar para defenderem a cidade. O exército aliado, composto por 3 000 cavaleiros, foi arrasado pelos esquadrões sevilhanos nos arredores de Évora. A seguir a isso, Almuzafar, praticamente sem tropas, permaneceu encerrado dentro das muralhas de Badajoz, enquanto as tropas Almutadide arrasavam os arredores da cidade e destruíam diversas fortalezas. O rei de Badajoz pediu ajuda a diversos reis taifas, mas nenhum o ajudou. A paz acabou por ser assinada no verão de 1051, por mediação de Maomé Arraxide de Córdova, que durante toda a guerra tinha exortado ambos os beligerantes para que abandonassem os combates.

### Guerras com Fernando I de Leão
Poucos anos depois, Fernando I de Leão aproveitou a debilidade do reino aftácida após a derrota frente a Sevilha e atacou Lamego em 1057, Viseu em 1058 e ocupou as fortalezas da linha do Douro. Almuzafar não teve condições de oferecer resistência a esses ataques cristãos devido à grande distância entre aquelas terras e as bases de aprovisionamento, além da resistência moçárabe em numerosos locais entre o Douro e o Mondego. Contudo, quando Fernando I enviou tropas contra Santarém, Almuzafar viu-se obrigado a reagir, pois a cidade tinha uma importância crucial; reuniu um exército e marchou em direção ao Tejo. Quando chegou a Santarém, a cidade estava prestes a render-se aos cristãos. Foi negociado um armistício, com Almuzafar num barco no Tejo e o capitão cristão a cavalo, que previa o pagamento de um tributo a Fernando I pelas terras do Tejo no valor de 5 000 dinares anuais.
Não obstante o acordo, no início de 1064, o monarca leonês cercou Coimbra. O cerco durou mais de seis meses e a cidade acabou por cair nas mãos dos cristãos devido à traição do caide local, Randu, vassalo do rei de Badajoz. Randu foi imediatamente decapitado por ordem de Almuzafar. Fernando I entrou em Coimbra em 11 de junho de 1064; mais de 5 000 muçulmanos da cidade foram presos. Antes de morrer em 1065, o rei leonês tomou ainda o castelo de Montemor ao reino de Badajoz.
A partir de 1065 Almuzafar pagou elevados tributos a Garcia II da Galiza, filho de Fernando I e a quem este legou as terras do Condado Portucalense e por conseguinte também os tributos do reino de Badajoz. Nos últimos anos da sua vida, Almuzafar foi atacado várias vezes por Afonso VI de Leão, que só afastou os seus exércitos das fronteiras de Badajoz devido à mediação de Almamune de Toledo
Almuzafar morreu um ano antes do seu arqui-inimigo Abu Amir Abade, tendo perdido a parte setentrional do seu reino, cuja fronteira norte passou a ser o Mondego. Deixou dois filhos, Iáia e Omar, tendo o primeiro sucedido ao pai à frente do reino. Omar reinou com o título Mutavaquil após a morte do irmão.